# Jerzy Janikowski
Jerzy Zdzisław Janikowski, ps. Jania (ur. 13 kwietnia 1952 w Dąbrowie Górniczej, zm. 21 grudnia 2006 w Katowicach) – polski szpadzista, trener, mistrz Polski, olimpijczyk (1972, 1976).

## Życiorys
Syn Zdzisława i Kazimiery Szczerbińskiej. W 1978 ukończył Technikum Górnicze w Dąbrowie Górniczej.
Od 1966 zawodnik Międzyszkolnego Klubu Sportowego, a następnie GKS Katowice (1966–1986). Trzykrotny indywidualny Mistrz Polski (1977, 1981, 1983), raz zdobywca brązowego medalu (1972). W drużynie dwukrotny Mistrz Polski (1974, 1976), czterokrotny wicemistrz (1971, 1978, 1980, 1984) i czterokrotny zdobywca brązowego medalu (1972, 1973, 1983, 1986).
W 1972 wywalczył w Madrycie tytuł wicemistrza świata juniorów w szpadzie. W 1974 w Grenoble był finalistą mistrzostw świata seniorów. Reprezentował Polskę na Letnich Igrzyskach Olimpijskich w Monachium i Montrealu.
Od zakończenia kariery w 1990 do tragicznej śmierci w 2006 pracował jako trener i sędzia sportowy. Odznaczony medalem „Za Zasługi dla rozwoju polskiej szermierki” i złotym medalem „Za Zasługi dla polskiego ruchu olimpijskiego”.
Żona – Elżbieta Janikowska (zm. 2017) była nauczycielką WF oraz instruktorką i Prezesem w UKS Kukułki ; dzieci: Magdalena (1974), Aleksandra (1979), Joanna  (1981) obecna prezes Uczniowskiego Klubu Sportowego "Kukułki"  w Katowicach i Wojciech (1983).

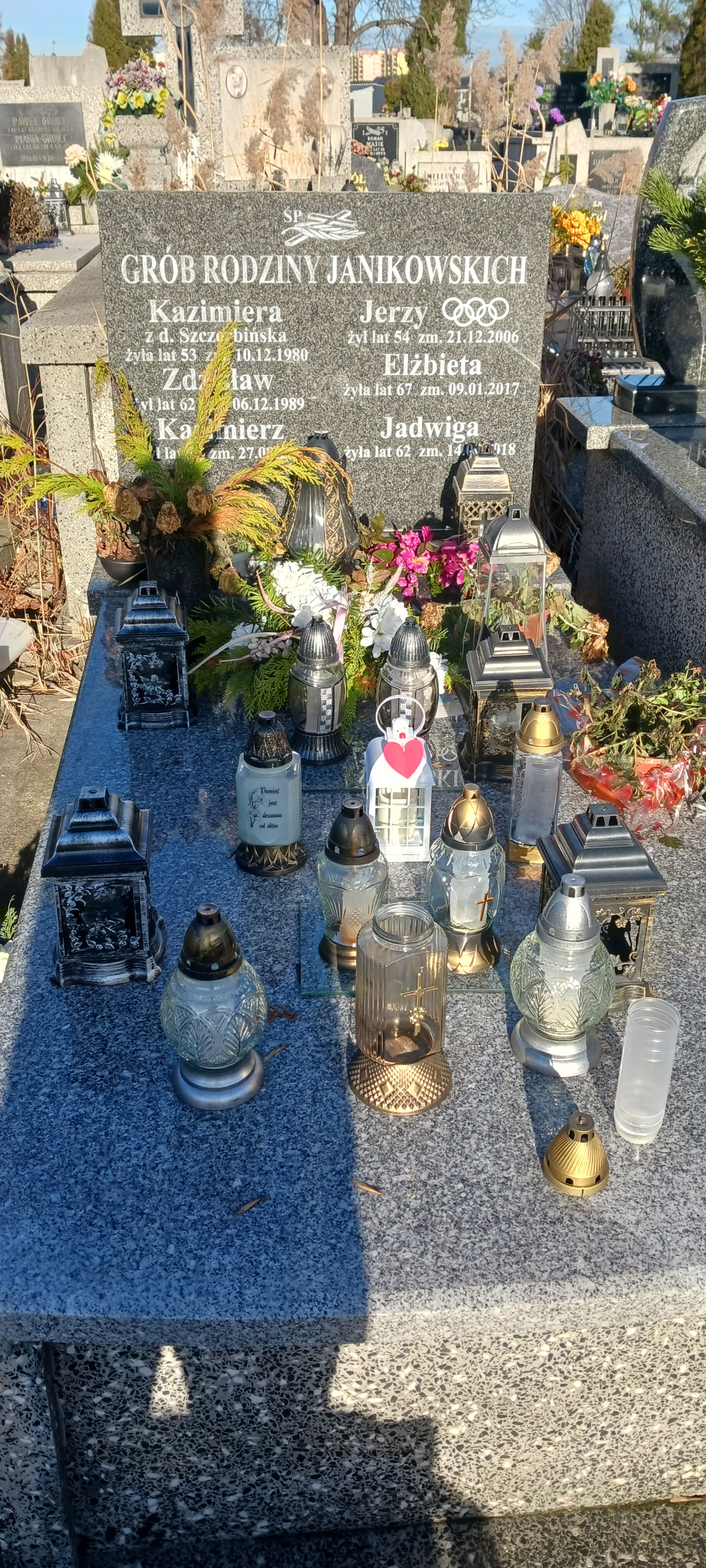
Grób olimpijczyka Jerzego Janikowskiego na cm. w Dąbrowie Górniczej przy ul. 11 Listopada